# امیریل ارجمند
امیریَل ارجمند (زادهٔ ۲۵ فروردین ۱۳۵۳) بازیگر، خواننده و آهنگساز اهل ایران است. وی دارای مدرک کارشناسی مکانیک و کارشناسی تئاتر است. او فرزند اول داریوش ارجمند است.

## زندگی‌نامه شخصی
وی همسر یاسمینا باهر، بازیگر سینما و تلویزیون‌ و فرزند داریوش ارجمند است.

## فعالیت بازیگری
وی در مجموعه تلویزیونی معمای شاه در نقش محمود وزیری حضور داشت.

## فعالیت موسیقی
ارجمند در زمینه موسیقی هم فعالیت دارد و تاکنون آهنگ‌سازی فیلم‌های بدون اجازه و جرم مسعود کیمیایی را در کارنامه‌اش به ثبت رسانده‌است. وی خوانندگی چند تیتراژ مجموعه تلویزیونی را هم برعهده داشته‌است.

## فیلم‌شناسی

### فیلم سینمایی
| نام فیلم     | سال  | کارگردان       |
| ------------ | ---- | -------------- |
| اخراجی‌ها ۲   | ۱۳۸۷ | مسعود ده‌نمکی   |
| شکارچی شنبه  | ۱۳۸۸ | پرویز شیخ‌طادی  |
| بدون اجازه   | ۱۳۸۹ | مرتضی هرندی    |
| خودزنی       | ۱۳۹۰ | احمد کاوری     |
| قصه عشق پدرم | ۱۳۹۱ | محمدرضا ورزی   |
| ایکس ری      | ۱۳۹۸ | سروش محمد زاده |

### فیلم تلویزیونی
| نام فیلم          | سال  | کارگردان       |
| ----------------- | ---- | -------------- |
| بارانداز          | ۱۳۸۷ | مهدی کرم‌پور    |
| سایه‌های بلند گناه | ۱۳۸۸ | شهرام شاه‌حسینی |

### مجموعه تلویزیونی
| نام مجموعه  | سال       | کارگردان                  |
| ----------- | --------- | ------------------------- |
| چهل سرباز   | ۱۳۸۶      | محمد نوری‌زاد              |
| ستایش       | ۱۳۸۸      | سعید سلطانی               |
| بانو        | ۱۳۸۸      | فرید سجادی حسینی          |
| تبریز در مه | ۱۳۸۹      | محمدرضا ورزی              |
| راز و نیاز  | ۱۳۹۰      | فلورا سام                 |
| معمای شاه   | ۱۳۹۴      | محمدرضا ورزی              |
| ارثیه پدری  | ۱۳۹۹-۱۴۰۱ | میلاد بنایی و مهدی نقویان |
| گاندو ۲     | ۱۴۰۰      | جواد افشار                |

### مجموعه نمایش خانگی
| نام مجموعه    | سال  | کارگردان      |
| ------------- | ---- | ------------- |
| هم رفیق       | ۱۴۰۰ | شهاب حسینی    |
| پدر گواردیولا | ۱۴۰۱ | سعید نعمت‌الله |

### سایر
- دورهمی
- هماهنگ(به عنوان داور)

## آهنگسازی
- بدون مرز